# Spiroctenus punctatus
Spiroctenus punctatus là một loài nhện trong họ Nemesiidae.
Spiroctenus punctatus được miêu tả năm 1916 bởi Hewitt.